# Тонішево
Тонішево (пол. Toniszewo, нім. Tonischewo) — село в Польщі, у гміні Вонґровець Вонґровецького повіту Великопольського воєводства.
Населення — 120 осіб (2011).
У 1975-1998 роках село належало до Пільського воєводства.

## Демографія
Демографічна структура станом на 31 березня 2011 року:
|          | Загалом | Допрацездатний вік | Працездатний вік | Постпрацездатний вік |
| -------- | ------- | ------------------ | ---------------- | -------------------- |
| Чоловіки | 62      | 13                 | 45               | 4                    |
| Жінки    | 58      | 12                 | 36               | 10                   |
| Разом    | 120     | 25                 | 81               | 14                   |